# Molecularidade
Molecularidade em química é o número de entidades moleculares colidindo que estão envolvidas em uma única etapa de reação. Enquanto a ordem de uma reação é derivada experimentalmente, a molecularidade é um conceito teórico e pode ser somente aplicado à reações elementares. Em reações elementares, a ordem de reação, a molecularidade e os coeficientes estequiométricos são o mesmo, embora somente numericamente, porque eles são conceitos diferentes.
- Uma reação envolvendo uma entidade molecular é chamada unimolecular.
- Uma reação envolvendo duas entidades moleculares é chamada bimolecular.
- Uma reação envolvendo três entidades moleculares é chamada termolecular. Reações termoleculares em soluções ou mistura de gases são muito raras, por causa da improbabilidade de três entidades moleculares colidirem simultaneamente.[2] Embora o termo termolecular seja também usado para referir-se a reações da associação de três corpos do tipo:

{\displaystyle A+B{\overset {M}{\to }}C}
Onde o M sobre a seta denota que para conservar-se energia e momento uma segunda reação com um terceiro corpo é requerida. Após a colisão bimolecular inicial de A e B um reação intermediária energeticamente excitada é formada, então, colide com um corpo M, em uma segunda reação bimolecular, transferindo a energia excedente para ele.
A reação pode ser explicada como duas reações consecutivas:
{\displaystyle A+B\to AB^{*}}
{\displaystyle AB^{*}+M\to C+M}
*Em que AB não é ó produto final.
Estas reações frequentemente tem uma região de transição dependente de temperatura e pressão com cinética entre segunda e terceira ordem.